# Phtheochroa vitellinana
Phtheochroa vitellinana es una especie de polilla de la familia Tortricidae. Se encuentra en América del Norte, donde se ha registrado en Alberta, Maine, Ontario y Quebec.
La envergadura es de 12 a 13 mm. Se han registrado vuelos en adultos de junio a julio.